# 弦楽四重奏曲第3番 (ハイドン)
弦楽四重奏曲第3番 ニ長調 作品1-3 Hob. III:3 は、フランツ・ヨーゼフ・ハイドンが作曲した最初期の弦楽四重奏曲である。

## 概要
1755年から1760年頃にかけて作曲されたもので、この頃のハイドンの弦楽四重奏曲はまだ5楽章で構成されているなど様式的にはディヴェルティメントといえるもので、ハイドン自身もディヴェルティメントと呼んでいた。全6曲からなる作品1は、いずれもセレナーデ風の緩徐楽章を中央に置き、それをメヌエットと簡略なソナタ形式の急速楽章で挟むという対称的な形式をとっているが、この曲のみ第3楽章と入れ替わり第1楽章に緩徐楽章のアダージョを持っている点が特異である。ただし、当時の流行を考えるとこれは単に出版者のミスだと言えなくもない。
ヴィオラパートがほとんどチェロの単純な通奏低音の1オクターブ上を奏するにすぎないということは、既存の三重奏（第1、第2ヴァイオリン、チェロ）を少し編曲したものであろうとも思われる。また、作品1や作品2の弦楽四重奏曲集（第1番から第12番）ではまだ低音部分がチェロではなく Basso と指示されているため、当時の演奏慣習からするとチェロとコントラバスを重ねて演奏したり、チェンバロが通奏低音に加わって演奏された可能性も指摘される。

## 編成
- 第1ヴァイオリン
- 第2ヴァイオリン
- ヴィオラ
- チェロ

## 構成
全5楽章、演奏時間は約15分。気取ったところのない、簡潔な曲風である。
- 第1楽章 アダージョ
ニ長調、4分の3拍子、ソナタ形式。
- 第2楽章 メヌエット - トリオ
ニ長調 - ト長調、4分の3拍子。
- 第3楽章 プレスト
ニ長調、4分の2拍子、複合三部形式。
- 第4楽章 メヌエット - トリオ
ニ長調 - ニ短調、4分の3拍子。
- 第5楽章 プレスト
ニ長調、8分の3拍子、複合三部形式。